# Cascia
Cascia è un comune italiano di 2 944 abitanti della provincia di Perugia in Umbria. Fa parte della comunità montana Valnerina.

## Geografia fisica
Il comune è posto al confine con il Lazio (provincia di Rieti), nella bassa provincia di Perugia, in territorio di bassa montagna, poco più che collinare in Valnerina. A sud il territorio si estende a quote più elevate verso l'Altopiano di Leonessa.
- Classificazione climatica: zona E, 2452 GR/G

## Storia
Costituitasi in comune nel XII secolo, Cascia fu sottomessa dalla famiglia Trinci e successivamente da Federico II. Come gran parte delle città umbre, è durante il medioevo che la città conosce il periodo di massimo splendore. Dapprima sotto la dominazione della signoria folignate, passò in seguito sotto il dominio di Federico II di Svevia, a seguire fu contesa senza successo dalle vicine città di Norcia, Leonessa e Spoleto.
Solo alle soglie del XVI secolo fu annessa allo Stato Pontificio sotto il cui dominio rimase per meno di trenta anni, da allora mantenne la propria indipendenza. Fu elevata al rango di città nel 1596 da Papa Clemente VIII. Restò legata allo Stato della Chiesa tranne che durante il breve periodo napoleonico. Nel 1809, durante l'occupazione francese, il territorio di Cascia fu smembrato per costituire il comune di Poggiodomo; in seguito, nel 1850 cedette il villaggio di Trimezzo a Cittareale, nell'allora Regno delle Due Sicilie, passando il confine di stato tra i due comuni. Nel 1860 fu annessa, con tutta l'Umbria, al Regno di Sardegna, che il 17 marzo del 1861 divenne Regno d'Italia.

### Simboli
Lo stemma è stato riconosciuto con decreto del capo del governo dell'8 novembre 1929.
Il gonfalone, concesso con decreto del presidente della Repubblica del 25 novembre 1976, è un drappo partito di bianco e di azzurro.
Lo stemma di Cascia è noto almeno dal 1465. Vi è rappresentata la leggendaria ninfa Porrina, guaritrice, incantatrice di serpenti, pratica di erbe magiche e medicinali e capace di vaticini, che preannunciò la nascita di un fiore a Roccaporena: in quel villaggio infatti, nel 1380, nacque Margherita Lotti, quella che sarà santa Rita da Cascia, la Santa delle rose.

## Monumenti e luoghi d'interesse

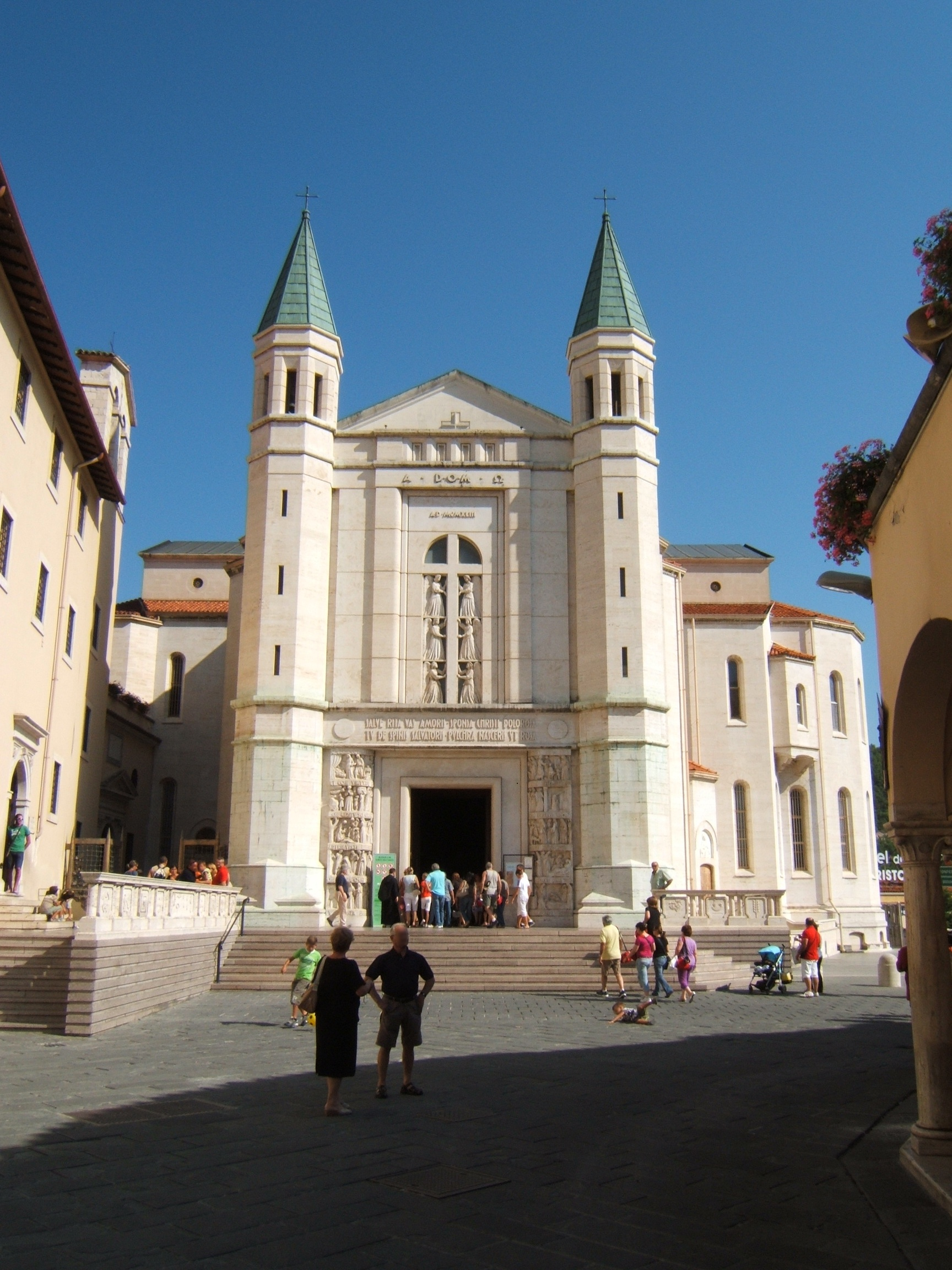
Basilica di Santa Rita.

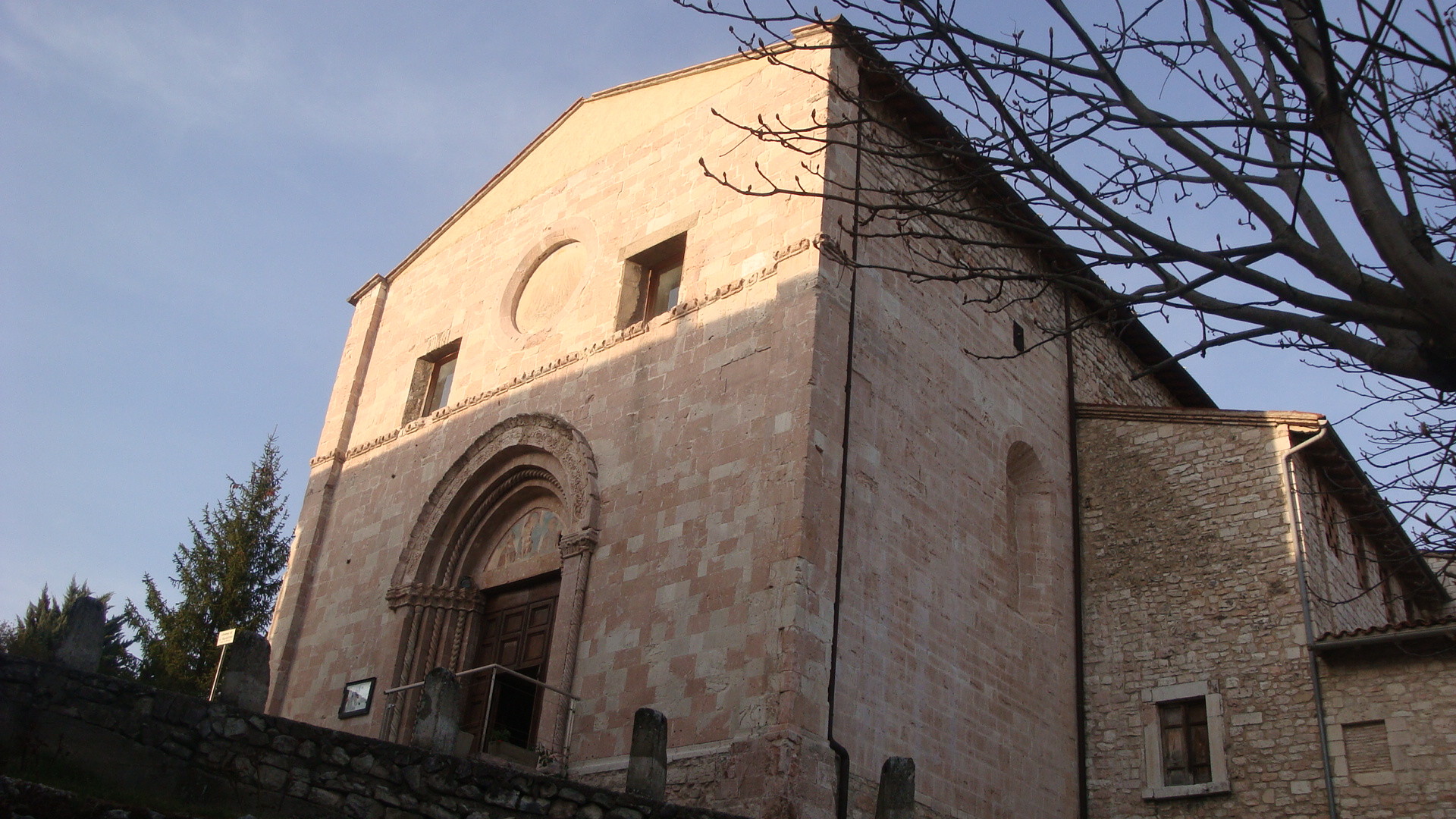
Chiesa di Sant'Agostino.

### Architetture religiose
- La Basilica, la Basilica inferiore, il Monastero e la Penitenziera appartenenti al complesso del Santuario di Santa Rita da Cascia
- La chiesa di San Francesco, in stile gotico che conserva in facciata un rosone e un portale ogivale.
- La ex chiesa di Sant'Antonio Abate, originaria del Quattrocento ma ristrutturata e modificata in epoca barocca, che all'interno conserva due cicli di affreschi del XV secolo; attualmente è adibita a museo.
- La chiesa di Santa Maria della Visitazione, antica collegiata di Santa Maria, è uno degli edifici più antichi della città, di origine longobarda, ma fortemente rimaneggiata in seguito ai danni riportati nei terremoti. Al suo interno si conserva un Crocifisso ligneo del 1400.
- La chiesa di Sant'Agostino, di epoca gotica, al cui interno si trovano affreschi di scuola umbra e perugina.
- La chiesa di San Giovenale a Logna, di origine forse medievale, ma che si presenta oggi in una veste architettonica che risale ad un periodo tra Quattrocento e Cinquecento. In essa, tra altre opere, è una pala di Francesco Vanni con la Madonna di Loreto e i Santi Paolo e Francesco, datata 1605 nell'iscrizione dove appare anche il nome del committente Giovanni Tonni.[5]

### Architetture civili
- Palazzo Carli, sede della biblioteca comunale "Tranquillo Graziani"
- Palazzo Frenfanelli, sede del Comune di Cascia
- Palazzo Santi, sede dell'omonimo Museo civico.
- Tempio romano di Villa San Silvestro
- La frazione di Roccaporena, paese natale di Santa Rita
- Altopiano di Chiavano, nel territorio del comune

### Terremoti
Il territorio di Cascia presenta, insieme a quello di Norcia, il più alto livello di sismicità in Umbria. Nel corso della storia la cittadina è stata vittima di alcuni terremoti particolarmente distruttivi. Oltre al già menzionato evento catastrofico del I secolo a.C. ricordiamo quelli dell'autunno-inverno del 1300, del novembre del 1599 e del gennaio 1703. Quest'ultimo, particolarmente cruento, causò la morte di oltre 700 persone.

## Società

### Evoluzione demografica
Abitanti censiti

### Etnie e minoranze straniere
Secondo i dati delle fonti ISTAT al 31 dicembre 2010 la popolazione straniera residente era di 171 persone. Le nazionalità maggiormente rappresentate in base alla loro percentuale sul totale della popolazione residente erano:
- Romania 75 2,30%
- Macedonia del Nord 42 1,29%

## Geografia antropica

### Frazioni

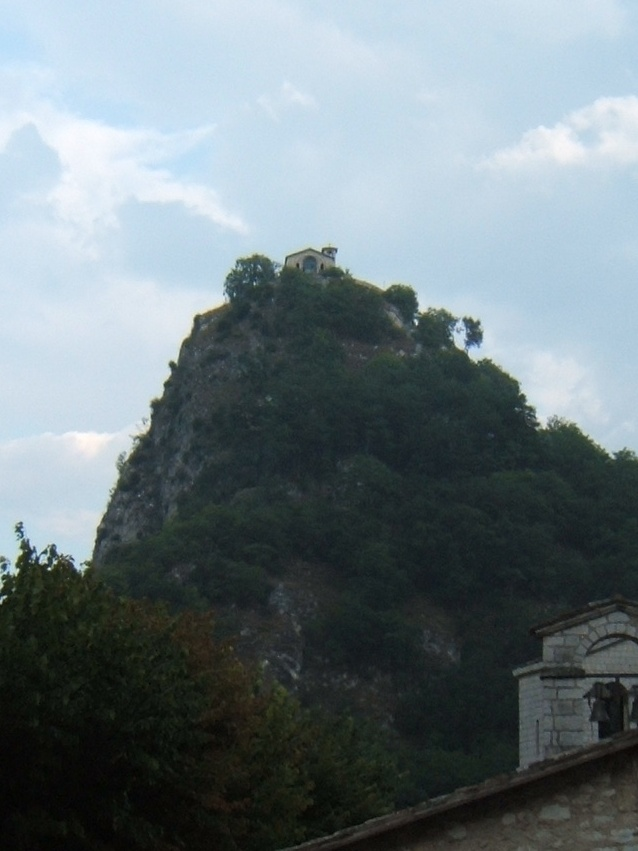
La frazione di Roccaporena

Atri, Avendita, Buda, Capanne di Roccaporena, Castel San Giovanni, Castel Santa Maria, Cerasola, Chiavano, Civita, Colforcella, Collegiacone, Colle di Avendita, Colle Santo Stefano, Colmotino, Coronella, Fogliano, Gubbiano, Logna, Maltignano, Manigi, Ocosce, Onelli, Opagna, Padule, Palmaiolo, Poggio Primocaso, Puro, Roccaporena, San Giorgio, Santa Anatolia, Tazzo, Trognano, Villa San Silvestro, Santa Trinità, Fustagna, Piandoli, Giappiedi, Capanne di Collegiacone, Sciedi, Serviglio, Valdonica.

## Economia

### Artigianato
Tra le attività economiche più tradizionali, diffuse e attive vi sono quelle artigianali, come la lavorazione del lino, finalizzata alla realizzazione di tele caratterizzate da figure e temi presi dalla tradizione.

## Amministrazione
| Periodo           | Periodo           | Primo cittadino   | Partito              | Carica                    | Note  |
| ----------------- | ----------------- | ----------------- | -------------------- | ------------------------- | ----- |
| 17 marzo 1986     | 27 giugno 1990    | Ferruccio Paoloni | Democrazia Cristiana | Sindaco                   | [ 9 ] |
| 28 giugno 1990    | 29 novembre 1990  | Ferruccio Paoloni | Democrazia Cristiana | Sindaco                   | [ 9 ] |
| 30 novembre 1990  | 23 aprile 1995    | Gino Emili        | Democrazia Cristiana | Sindaco                   | [ 9 ] |
| 24 aprile 1995    | 13 giugno 1999    | Gino Emili        | Centro-sinistra      | Sindaco                   | [ 9 ] |
| 14 giugno 1999    | 13 giugno 2004    | Gino Emili        | Lista civica         | Sindaco                   | [ 9 ] |
| 14 giugno 2004    | 11 settembre 2006 | Maurizio Righetti | Centro-destra        | Sindaco                   | [ 9 ] |
| 12 settembre 2006 | 28 maggio 2007    | Flavia De Sario   |                      | Commissario straordinario | [ 9 ] |
| 29 maggio 2007    | 7 maggio 2012     | Gino Emili        | Lista civica         | Sindaco                   | [ 9 ] |
| 8 maggio 2012     | 11 giugno 2017    | Gino Emili        | Un futuro per Cascia | Sindaco                   | [ 9 ] |
| 12 giugno 2017    | 11 giugno 2022    | Mario De Carolis  | Viviamo Cascia       | Sindaco                   | [ 9 ] |
| 12 giugno 2022    | in carica         | Mario De Carolis  | Patto per Cascia     | Sindaco                   | [ 9 ] |

## Infrastrutture e trasporti

### Ferrovie
Dal 1926 al 1968 Cascia (insieme al comune di Serravalle) fu servita (tramite l'omonima stazione) dalla ferrovia Spoleto-Norcia, una linea a scartamento ridotto che collegava Spoleto con Norcia, che rimase in esercizio dal 1º novembre 1926 al 31 luglio 1968, quando fu soppressa. Le tracce della ferrovia sono quasi tutte conservate, il sedime è stato convertito in una pista ciclabile.

## Sport
Nel 1981 Cascia è stata sede di arrivo della 10ª tappa del Giro d'Italia.
Tappe del Giro d'Italia con arrivo a Cascia
| Anno | Tappa | Partenza | km  | Vincitore di tappa       | Maglia rosa      |
| ---- | ----- | -------- | --- | ------------------------ | ---------------- |
| 1981 | 10ª   | Roma     | 166 | Gianbattista Baronchelli | Giuseppe Saronni |

USD Cascia è il nome della squadra di calcio locale che milita nel campionato di Prima Categoria Umbra, durante la stagione 201/2017 dopo aver vinto la finale Play-Off contro lo Sporting Pila, raggiungendo così il massimo traguardo della sua storia.
| USD Cascia Calcio | USD Cascia Calcio            | USD Cascia Calcio | USD Cascia Calcio                  |
| Stagione          | Campionato                   | Posizione Finale  | Esito stagione                     |
| ----------------- | ---------------------------- | ----------------- | ---------------------------------- |
| 2012/2013         | Prima Categoria - Girone C   | 2ª                |                                    |
| 2013/2014         | Prima Categoria - Girone C   | 9ª                |                                    |
| 2014/2015         | Prima Categoria - Girone C   | 15ª               | Retrocessione in Seconda Categoria |
| 2015/2016         | Seconda Categoria - Girone C | 3ª                |                                    |
| 2016/2017         | Prima Categoria - Girone D   | 2ª                | Promozione in Promozione           |
| 2017/2018         | Promozione - Girone B        | 16ª               | Retrocessione in Prima Categoria   |
| 2018/2019         | Prima Categoria - Girone C   | 8ª                |                                    |
| 2019/2020         | Prima Categoria - Girone C   | 8ª                |                                    |
| 2021/2022         | Prima Categoria - Girone C   | 12ª               |                                    |

ASD Pallavolo Cascia è il nome della squadra di pallavolo del posto che milita in serie C (2015/2016).
Futsal Cascia è la squadra di pallavolo maschile attualmente militante in serie C2 della regione Umbria.
| Futsal Cascia Storico | Futsal Cascia Storico | Futsal Cascia Storico | Futsal Cascia Storico |
| Stagione              | Campionato            | Posizione Finale      | Esito stagione        |
| --------------------- | --------------------- | --------------------- | --------------------- |
| 2015/2016             | Serie D Umbria        | 1ª                    | Promozione serie C2   |
| 2014/2015             | Serie D Umbra         | 8ª                    |                       |

Inoltre Cascia è stata, ed è ancora oggi, centro di ritiri stagionali di molte squadre di Serie A, Serie B, Lega Pro e campionati esteri come Fiorentina, Chelsea, Monaco, Salernitana, Bari, Ascoli, Cosenza e Latina.